# Estancia San Juan
La estancia San Juan fue un inmenso establecimiento ganadero creado en el siglo XIX en el sureste de la Provincia de Buenos Aires, Argentina, sobre una superficie exterior a la línea de frontera que en 1826 alcanzaba las 250 000 hectáreas.

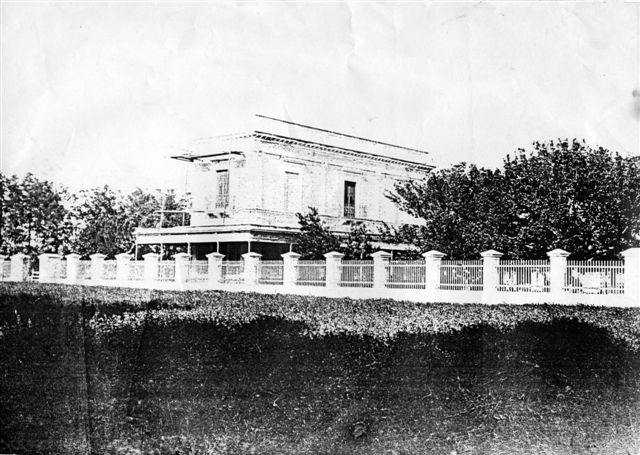
Estancia San Juan.

## La Sierra del Bolcán y los primeros enfiteutas
Juan Pedro Aguirre, Pedro Andrés García, Manuel José de Haedo y José María Roxas solicitan el 21 de febrero de 1826 la enfiteusis de cien leguas de tierras fiscales en la "Sierra del Bolcán", con el objeto de destinarlas al establecimiento de una estancia para la cría de hacienda. Esas cien leguas representan 2.500 kilómetros cuadrados de superficie ubicadas en los actuales partidos de Ayacucho y Balcarce.
Para comprender lo que significa la superficie originaria de esta estancia, si se tratase de una provincia española, ocuparía el puesto 49.º, por encima de Vizcaya o Guipúzcoa, o casi la mitad de las de La Rioja o Cantabria, o algo más de la mitad de la de Pontevedra. Si se tratase de un país ocuparía el puesto 180.º, inmediatamente después del Gran Ducado de Luxemburgo, o representaría cinco veces la superficie de Andorra, u ocho veces la de Malta, o la suma de las superficies de los trece países más pequeños del mundo, incluidos Malta, Liechtenstein y San Marino.

### Antecedentes históricos y jurídicos
Estas tierras se reputan fiscales en función de que la tradición castellana durante la Reconquista Española establecía que las tierras arrebatadas al Islam en el proceso de conquista son realengas, es decir, propiedad de la Corona. Conforme las Bulas Alejandrinas esta parte de América fue concedida no al Reino de Castilla sino a sus reyes. La Monarquía Hispánica sucedió a la castellana en tal concesión tras la unificación de las coronas de Castilla y Aragón en un único monarca con los sucesivos herederos de los Reyes Católicos de la Casa de Habsburgo. De este mismo modo los Borbones heredarán esos derechos de los Habsburgo.
La Declaración de la Independencia (San Miguel de Tucumán, 1816) implicaba que el nuevo estado independiente heredaba de España, o más bien de sus monarcas, la propiedad de las tierras asignadas a estos, y aún por conquistar. En este sentido debe entenderse la expansión de Buenos Aires al sur del paralelo de 35ºS, pues este fue el límite originario otorgado en carácter de gobernador de la Nueva Andalucía, luego Gobernación del Río de la Plata, a don Pedro de Mendoza, su primer adelantado y de hecho ese paralelo de 35ºS fue respetado por los castellanos para la concesión de suertes y mercedes a los primeros vecinos de Buenos Aires en la fundación de Juan de Garay (1580), ya que hacia el Sur se establecía otra gobernación, la de Nuevo León, otorgada a don Simón de Alcazaba y Sotomayor, un noble gallego portugués al servicio de Castilla.
Esta gobernación austral no fue efectivizada sino muy tenuamente por los castellanos, y recién con el advenimiento de los borbones se establece el fuerte San Juan Bautista al sur de ese límite histórico, en lo que actualmente es la ciudad de Chascomús, de gran relevancia para la historia de la estancia San Juan. Ese fuerte se establece en 1789, tras la creación del virreinato del Río de la Plata (1776), para defensa de la ciudad ante eventuales incursiones de tropas de otras potencias coloniales europeas como así también de ataques de malones mapuches, ya que estos se expandieron hacia el Este desplazando a los originarios pobladores del complejo tehuelche, que habían mantenido relaciones generalmente pacíficas con los pobladores de los pagos pampeanos y la ciudad de Buenos Aires, al punto tal que ofrecieron lanceros para luchar contra los invasores en las Invasiones Inglesas.
De este modo, la concesión enfitéutica solicitada transcurría más allá de la línea de la nueva frontera sur, que pasaba por los fondos del terreno, y por lo tanto estaba expuesta a los riesgos de un ataque mapuche y el consecuente saqueo de la hacienda. No en vano tres años antes, en 1823, había sido establecido el Fuerte Independencia, germen de la actual ciudad de Tandil, aunque resulta obvio que una guarnición de Blandengues no garantizaba seguridad plena ni a las personas ni a los bienes en los tan dilatados espacios pampeanos.

### La Ley de Enfiteusis
El 1 de julio de 1824 el Estado Nacional contrató con la Banca Baring Brothers el empréstito por 1 000 000 de libras esterlinas. Como garantía del empréstito Bernardino Rivadavia hipotecó todas las tierras y bienes inmuebles de propiedad pública, prohibiendo su enajenación en toda la Nación. Consecuentemente aplicó a las tierras fiscales el régimen de enfiteusis, mediante el cual se arrendaban contra el pago de un canon.
El 8 de febrero de 1826 Rivadavia asume como presidente de las Provincias Unidas del Río de la Plata y el 15 de febrero prohíbe por ley la enajenación de la tierra en todo el territorio del Estado.
La posesión de las tierras de lo que sería la estancia San Juan fue concedida el 25 de febrero de 1826 por el general Juan José Viamonte, gobernador de la provincia de Buenos Aires.
El 16 de marzo de 1826, Rivadavia -siendo ya presidente- ratifica mediante un decreto la prohibición de vender, donar o entregar de cualquier otra forma las tierras fiscales.
El 18 de mayo fue sancionada la Ley Nacional de Enfiteusis y ratifica la prohibición de enajenar tierras de propiedad pública, fijando el lapso de concesión en «cuando menos» 20 años desde el 1.º de enero de 1827.

## La ocupación efectiva de la región
La sociedad Aguirre-García-Haedo-Rojas encargó a Ambrosio Cramer las tareas de mensura de la inmensa concesión, y como retribución de su tarea recibirá una quinta parte de ella. Cramer establecerá la primera subdivisión de la gran fracción de campo en cinco parcelas, una para cada uno de los integrantes originales de la sociedad y una quinta parte para él mismo. Las fracciones de García, Haedo y Rojas se encontraban enteramente en lo que hoy es partido de Balcarce, la de Aguirre constituye hoy el cuartel V del de Ayacucho, y la de Cramer se extendía sobre la actual jurisdicción de ambos municipios.
Esta apresurada subdivisión (1827) de la propiedad pone en evidencia la clara finalidad especulativa que motivaba a los flamantes enfiteutas. En efecto, en 1829 Aguirre transfiere su enfiteusis a Francisco de Alisal, quien fallece al año siguiente. Alisal pudo haber sido deudor de Pedro de Lezica, pues sus herederos inmediatamente solicitan transferir la posesión a su nombre. Hasta esta instancia la tierra en posesión era meramente utilizada como moneda de cambio. Es que poner en producción esa tierra aún virgen y sometida al riego de los malones requería mucho más que simplemente los contactos políticos o el capital para acceder a ella, pues aunque el fuerte Independencia -germen de la ciudad de Tandil- había sido establecido el 4 de abril de 1823 el territorio fue asolado por la indiada a lo largo de varias décadas más. En efecto, el último malón en la región se registró en 1859.
Pedro de Lezica toma la posesión para cobrar la presunta deuda y de inmediato transfiere la posesión a Juan Elías Girado, con quien comienza la efectiva ocupación de la región, hasta entonces solo transitada por tehuelches serranos, ora pacíficos, ora hostiles, gauchos alzados -generalmente desertores- o comerciantes audaces que se aventuraban en una geografía plagada de peligros. Es probable que Girado adquiriese la posesión de estas tierras pues en ellas ya criaba hacienda vacuna con mucha anterioridad a que el gobierno nacional dispusiese de ellas. La cría y apasentamiento de la hacienda se efectuaba en un paisaje que cursado por varios arroyos facilitaba el encierro de animales en sus numerosos rincones, y el personal para las tareas rurales se reclutaba entre los tehuelches serranos que habitaban el lugar. Al tiempo de la demolición del casco viejo, ya en pleno siglo XX, oficiaba de caseros un matrimonio de ese origen. Estos elementos consolidan la hipótesis de que la familia Girado sea de origen tehuelche.

### La familia Girado
Juan Elías Girado y Ábalos de Mendoza (1794-1858) era miembro de una familia de hacendados pioneros en la frontera. Su padre Juan Gregorio (1750-Ca.1819) fue lenguaraz de los blandengues de la frontera acantonados en el fuerte San Juan Bautista, origen de la ciudad de Chascomús, donde poblaba la estancia La Alameda a orillas de la laguna.. A su vez, los padres de Juan Gregorio, Francisco José Girado, de origen andaluz y Francisca Cortés, criolla, habían residido en los pagos de La Magdalena, frente  la Ensenada de Barragán, en los campos de Gerónimo Cortés y Nieves Barrera, los suegros de Francisco. Por lo tanto se trata de una familia establecida en el ámbito rural a lo largo de varias generaciones. Uno de los hermanosde Juan Gregorio, Eugenio Girado, estableció otra estancia sobre la costa este de la laguna de Chascomús y su cuñado Martín Marín, casado con Manuela Girado otra estancia sobre la banda norte de la laguna.  Hacia 1790, Juan Gregorio, algunos de sus hijos e incluso su madre, dirigían una carta l Rey, junto con otros vecinos, reclamando los títulos de las tierras que ocupabana, tal como se les había prometido al fundar el fuerte..

### El nombre de la Estancia San Juan
Si bien la inmensa extensión de la enfiteusis original fue conocida como "El Principado" -quizás por exceder en superficie a muchos principados europeos-, pudo haber recibido desde un primer momento el nombre de San Juan. Sin embargo parece haber sido Juan Elías Girado quien le asignara ese nombre. Hay varias razones para suponerlo:
- Es con Girado con quien se efectúa el efectivo asentamiento poblacional con el establecimiento de una estancia.
- El propio primer nombre de Juan Elías Girado.
- El nombre de su padre, Juan Gregorio Girado.
- El asentamiento principal de la familia en Chascomús, surgida del Fuerte San Juan Bautista.
- La otra estancia que fundó Juan Elías Girado, en los pagos de Tandil, se llamó San Eusebio, en honor a su esposa Eusebia Saldaña.

Girado abonó el canon de la enfiteusis desde el primer momento, lo que ratifica su intención de volver productiva la pampa virgen.
La familia Girado poseía varias estancias en la cuenca del Salado al momento de adquirir Juan Elías la enfiteusis de manos de Lezica, y adquirirá también otras en lo que hoy es partido de Tandil. Así como La Alameda es la estancia emblemática de la familia Girado al norte del Salado por resultar la más antigua, San Juan se constituirá en la estancia emblemática de los descendientes de Juan Elías más allá del Salado, por resultar la más extensa de todas ellas, a tal punto que resulta el cómputo de las hectáreas de la Estancia San Juan exclusivamente las registradas en el listado de los mayores propietarios de la primera burguesía terrateniente en la Argentina. Sin embargo llama la atención que las 37.500 hectáreas cuya compra efectiva se efectúa en 1836 conforme lo autoriza la Ley de 10 de mayo de ese año y se escrituran en 1838 representan menos de la quinta parte de las 250.000 que correspondieran a Aguirre, lo que abre un interrogante acerca de ese faltante de 12.500 hectáreas. Al establecerse los límites del partido de Ayacucho en 1866 el deslinde con Tandil pasa por otro campo de Girado, que si no resulta de una compra posterior quizás explique ese faltante.
La fortuna de Girado se basa no en las muchas hectáreas que posee sino el inmenso número de cabezas de ganado vacuno y caballar que cría en ellas, y que le son adquiridos en grandes cantidades por los cuerpos de blandengues. Con parte del importe correspondiente a seiscientas diez cabezas de ganado que el Estado le adeuda, Girado adquiere en propiedad la Estancia San Juan.

## Rosistas, urquicistas y mitristas
Juan Elías Girado (f. 1854) y su esposa Eusebia Saldaña tuvieron varios hijos. Los varones heredaron estancias en Tandil, Pila, Ranchos y Chascomús. Su hija Gregoria heredará San Juan. Esta señora contraerá matrimonio el 26 de agosto de 1857, en Chascomús, con el santafesino Lucio Victorio Seguí (1834-1901), hijo de Juan Francisco Seguí -ministro de Estanislao López-, y hermano de Juan Francisco Seguí (h) -firmante de la Constitución Nacional de 1853 y secretario de Justo José de Urquiza-; por otro lado Gregoria era sobrina de Segundo Girado, sargento mayor del Regimiento de Milicias n.º 6, asentado en Chascomús, quien actuó a favor de Juan Manuel de Rosas cuando la Revolución de los Libres del Sud, y sobrina nieta de Felipe Girado, juez de paz de Chascomús depuesto por los revolucionarios y restablecido en su cargo una vez sofocada la revuelta tras la batalla de Chascomús. Por lo tanto se trata de un matrimonio entre integrantes de familias otrora fuertemente enfrentadas políticamente (veremos más adelante que treinta y nueve años después de la derrota de Urquiza en Pavón, Margarita, hija de este matrimonio, se casará con un Cucullu, familia liberal de reconocida y militante filiación mitrista), pero es en esta instancia en la que se verifica la constante de los enlaces entre las familias de los grandes terratenientes que constituirán la oligarquía conservadora con los descendientes de los conquistadores, ya que Seguí descendía de Hernán Mejía de Mirabal y de Domingo Martínez de Irala y de los primeros vecinos de Buenos Aires, de Córdoba, de Santa Fe, de Asunción del Paraguay, y de Santiago del Estero.
Los genealogistas se han esmerado en poner el acento en los ancestros europeos de los hombres de Mayo y de la Organización Nacional, dejando de lado que muchas veces, como en este caso, si Seguí desciende de Irala lo hace a través de Águeda, india guaraní -al igual que Manuel Belgrano o Mariano Moreno- y si desciende de Mejía de Mirabal es a través de María de Mancho, india sanavirona -al igual que el Deán Funes o el coronel de la Independencia Mariano de Vera y Pintado-.
El matrimonio Seguí-Girado se afincó efectivamente en la estancia y Lucio Seguí figura como votante en los padrones de la época en que se eligieron a las primeras autoridades municipales de Ayacucho. Recuérdese que las mujeres aún no tenían derecho al voto, por lo cual Gregoria no figura en ellos, aun siendo quien heredara la propiedad. Construyeron una elegante aunque no fastuosa casa en el casco, la que hoy se encuentra demolida, aunque existe un registro fotográfico. Sobrevive el antiguo palomar, infaltable en las estancias de la época. La ubicación del casco original es 37°21′25″S 58°12′54″O / -37.35694, -58.21500.
El casco de la estancia se implanta en una loma junto a un arroyo, y ello no se debe a una voluntad estética sino a un imperativo defensivo. Asimismo la casona de dos plantas y galería perimetral de estilo italianizante estaba rodeada de rejas a cierta distancia por la misma razón: la de proteger a sus habitantes y trabajadores de la estancia de eventuales malones indígenas. Los malones mapuches -muchas veces asociados a la política de los huincas- se sucedieron hasta la Conquista del Desierto en 1880, muchos años después del poblamiento de la región. En el caso particular de la estancia San Juan Hermenegildo Italiano (op. cit) refiere que en 1859 «la indiada de Calfucurá y Mariano Rosas» llevó a cabo un malón sobre la ciudad de Azul con dos mil guerreros. El general Venancio Flores y el coronel Ignacio Rivas salieron a batirlos, por lo cual muchos de los atacantes se dirigieron hacia el arroyo Chico, que precisamente discurre por la estancia San Juan. Allí fueron batidos por los pobladores. Un puesto de la estancia que es atravesado por el arroyo Las Piedras se denomina La Victoria, quizás en recuerdo de este suceso. Los hechos de armas no eran ajenos a Lucio Seguí, que ya había combatido a las órdenes del general Urquiza.
Los materiales de construcción debieron producirse en el mismo establecimiento, aunque muchos fueron directamente traídos de Europa por mar, desmbarcados en el Tuyú, y de allí transportados en carretas.
Varios arroyos cruzan la extensión de la estancia, los que a la vez que procuraban agua a la hacienda que facilitaba las tareas rurales, creando rincones en los cuales encerrarla, ya que aún no existían los alambrados característicos de los potreros modernos. Asimismo se establecieron numerosos puestos, donde se alojaban los trabajadores con sus familias, y que con el correr de los años dieron lugar a las numerosas estancias que surgieron a partir de sucesivas subdivisiones de la estancia original.
La estancia primitiva debía contar con herrería, carpintería, almacén de ramos generales, pulpería, panadería, y todo lo relacionado con el abastecimiento de los pobladores, ya que la distancia a los centros urbanos era tal que obligaba a estos establecimientos a ser autosuficientes.

## Los vascos en las pampas
A la muerte de Gregoria Girado, primero, y Lucio Seguí, ocho años más tarde, la estancia será fraccionada entre sus hijos, quienes establecerán nuevas estancias centradas en los antiguos puestos. Así, heredarán:
- Juan Elías (estancia San Esteban): Su hijo Juan Esteban, perdió su fracción en la crisis del 30 y su hija Berta vendió su estancia en ocasión de que su único hijo se ordenara sacerdote.
- Ezequiela (estancia Villa Ezequiela), falleció sin descendencia; heredó su marido, y a su fallecimiento pasó a unos sobrinos, quienes vendieron.
- Lucio, al igual que su sobrino Juan Esteban, perdió su campo en la crisis del 30.
- Dolores (heredó el casco de San Juan), quien falleció trágicamente. Había testado en favor de su sobrina Berta Seguí, quien la vendió, como ya quedó dicho.
- Margarita Seguí-Girado contrajo matrimonio con Antonio Cucullu, miembro de una familia de ricos estancieros de origen vasco establecidos en San Andrés de Giles, y establecieron dos estancias linderas, La Colonia y El Descanso, que heredaron sus hijos. A diferencia de lo ocurrido en las otras ramas de la familia los hijos de Margarita, Oscar (La Colonia) y María Gregoria (El Descanso), sabrán retener sus estancias.[11]

Es interesante constatar de qué modo los representantes de una inmigración tardía con origen en el norte de la península ibérica han reemplazado en el ámbito rural a la de los conquistadores, cuyo origen es castellano, andaluz y extremeño. Los Cucullu, originarios de Vizcaya, en el País Vasco, pertenecen a los últimos tiempos de esta corriente, y su llegada a América aparentemente está motivada en las guerras carlistas a mediados del siglo XIX, aún en tiempos anteriores a la definitiva constitución de la Nación Argentina.
Oscar Cucullu (1903-1980) fue yerno de Domingo Noceti, presidente de la Unión Industrial Argentina; Domingo fue cuñado de Felipe Cucullu (1871-1951), primo de Antonio Cucullu, y Su hermana Ana María (f. 1944) era cuñada de Luis Duhau, presidente de la Sociedad Rural Argentina y ministro de agricultura del presidente Agustín P. Justo. Los nueve hijos de Oscar vendieron La Colonia al fallecer sus padres, mientras que El Descanso pasó a los hijos de María Gregoria, Carlos y Astolfo Pazos Cucullu, y de este último a sus hijos, o sea la sexta generación de descendientes del fundador de la estancia.
Estas sucesivas subdivisiones dieron paso a las diferentes estancias que conforman el cuartel V del Partido de Ayacucho. Pero con anterioridad ya se habían producido otros desprendimientos de la estancia original; una quinta parte de ella fue transferida en forma gratuita a José Francisco Girado, hermano mayor de Juan Elías, y posteriormente en 1869, fue heredada por sus hijos. Sin embargo estos no llegaron a habitar en sus estancias, excepto Ana, quien se casó con Guillermo Girado, su primo. El matrimonio fue celebrado en la recientmente fundada población que es hoy la ciudad de Ayacucho. El matrimonio fue enterrado en el cementerio local. Hacia 1901 estas estancias estaban en nuevas manos.
Una fracción de la estancia original fue a parar a manos de Iraola. Se trata de otra familia de origen vasco, de Guipúzcoa. José Gerónimo Iraola adquiere en 1856 la fracción sobre la que establecerá la estancia La Esperanza.
Otra fracción fue adquirida en 1879 por los hermanos Julián y Fermín Manuel Ortiz,  donde establecieron la estancia El Comercio. También estos dos hermanos eran originarios de Vizcaya. Hijo de Fermín será Jaime Gerardo Marcelino Roberto Ortiz y Lizardi, quien fue presidente de la República Argentina.

## Los gallegos en las pampas
Es interesante como algunas grandes fracciones de lo que fuera la antigua estancia pasaron de las manos de las viejas familias criollas a nuevas familias de origen vasco, y de las de estos a descendientes de familias gallegas, y ello debe entenderse dentro de un proceso continuo de transferencia de flujos humanos desde Europa hacia América, y en particular hacia el Río de la Plata, y en nuestro caso, hacia la región de la Provincia de Buenos Aires exterior al curso del río Salado, conformando el mosaico humano o crisol de razas que caracteriza hoy a la República Argentina.

### De Iraola a Pereira
El vasco José Gerónimo Iraola, ahora propietario de tierras que pertenecieran a la vieja estancia San Juan, contraerá matrimonio con Antonia Pereyra, de ascendencia gallega. Antonia es hermana de Simón Pereyra, quien casará con Ciríaca Iraola, hermana de José Gerónimo. José Gerónimo Iraola y Antonia Pereyra serán padres de Antonia Iraola Pereyra, quien se casará con su doble primo hermano Leonardo Higinio Pereyra Iraola, hijo de Simón Pereyra y Ciríaca Iraola.
Estos matrimonios endogámicos no deben extrañar en los ámbitos rurales; ya hemos consignado un caso similar entre Ana y Guillermo Girado, y hay muchos otros casos en la familia Girado. El ejemplo paradigmático de estos matrimonios sucesivos entre parientes muy cercanos en ámbitos rurales es el de la llamada "nobleza choyana" de Santiago del Estero asentada en San Pedro de Choya, donde las mismas familias (Espeche y Gómez) se entrecruzaron a lo largo de muchísimas generaciones sucesivas.
El resultado de esta endogamia es la retención concentrada del patrimonio familiar, en este caso la tierra. En consecuencia la estancia La Esperanza se conservó sin dividirse hasta los nietos de su fundador, que fueron los seis hijos del matrimonio de Leonardo Higinio Pereyra Iraola y Antonia Iraola Pereyra, quienes consolidarán, además, el apellido compuesto Pereyra Iraola. Si el apellido Pereyra figura entre los mayores propietarios de la burguesía terrateniente argentina, el grupo familiar Pereyra Iraola figura un siglo más tarde entre los mayores propietarios de la oligarquía conservadora argentina, tal como acurre con el apellido Girado y el grupo familiar Pereda Girado, que incluye a la descendencia de las ramas femeninas, los Seguí y los Cucullu.
Estos seis hijos Pereyra Iraola harán que de La Esperanza surjan nuevas estancias: El Rosario, La Caridad y La Oración.

### De Cucullu a Pazos
En este caso la transferencia de una familia criolla de origen vasco -Cucullu- a otra de origen gallego -Pazos- es más reciente, pero siempre por la vía del matrimonio. Los nueve hijos de Oscar Cucullu, quien heredó La Colonia, ante la imposibilidad de dividir esta propiedad entre tantos, vendieron la estancia, aunque conservaron otras que no fueron parte de la vieja San Juan.
María Gregoria Cucullu, hermana de Oscar, heredó El Descanso. Contrajo matrimonio con el gallego Diego Pazos Feijoo, hijo de otro Diego Pazos, político partidario de la monarquía durante la República española, y de Matilde Feijoo, ambos miembros de tradicionales familias gallegas y de un eventual abolengo real que la tradición adjudica a la Casa del Codesal. María Gregoria transmitió El Descanso a sus hijos Astolfo y Carlos Pazos Cucullu, dándose el caso de que aun siendo los últimos herederos del dueño original en conservar las tierras la transmisión de la propiedad a lo largo de ciento ochenta años fue siempre operándose por la línea materna (de Juan Elías Girado a Gregoria Girado, luego a Margarita Seguí Girado, luego a María Gregoria Cucullu Seguí, y por último a los hermanos Pazos Cucullu). Por último parte de El Descanso paso a manos de los cinco hijos de Astolfo, cuartos nietos del primer propietario.